# Luigi Lambertenghi
Ne doit pas être confondu avec Luigi Porro Lambertenghi.
Luigi Lambertenghi (Milan, 1739 - Milan, 1813) est un homme politique et essayiste italien.
Après des études de droit à l’université de Bologne, le comte Lambertenghi a occupé divers postes officiels au sein du gouvernement autrichien du duché de Milan. Auteur d’auteur d’essais sur la politique, il été membre de l’Académie dei Pugni et collaboré à la revue Il Caffè.